# Colli Orientali del Friuli Schioppettino riserva
Le Colli Orientali del Friuli Schioppettino riserva est un vin rouge italien de la région Frioul-Vénétie Julienne doté d'une appellation DOC depuis le 20 juillet 1970. Seuls ont droit à la DOC les vins rouges récoltés à l'intérieur de l'aire de production définie par le décret. Les vignobles autorisés se situent au nord - est de la province d'Udine dans les communes de Tarcento, Nimis, Faedis, Povoletto, Attimis, Torreano, San Pietro al Natisone, Prepotto, Premariacco, Buttrio, Manzano, San Giovanni al Natisone et Corno di Rosazzo.
Vieillissement légal: 2 ans.
Le Colli Orientali del Friuli Schioppettino riserva répond à un cahier des charges plus exigeant que le Colli Orientali del Friuli Schioppettino, essentiellement en relation avec le vieillissement.

## Caractéristiques organoleptiques
- couleur: rouge rubis intense tendant vers un rouge grenat
- odeur: délicat, caractéristique avec des arômes de petits fruits rouges
- saveur: sèche, plein, harmonique, velouté

Le Colli Orientali del Friuli Schioppettino riserva se déguste à une température comprise entre 14 et 16 °C. Il se gardera 2 - 4 ans.

## Production
Province, saison, volume en hectolitres :
- pas de données disponibles